# Palatul Legislativului (Peru)
Palatul Legislativului din Peru este sediul Congresului Republicii Peru, situat în Plaza Bolivar din Lima, capitala statului Peru. Această clădire este alcătuită din camera care adăpostește sesiunile congresului, camera Hemiciclo Raúl Porras Barrenechea, Sala Pașilor Pierduți, birourile Președinției Congresului, biroul vicepreședinției, birourile comisiilor congresului și birourile diferitelor altor grupuri parlamentare.
Această clădire adăpostește sesiunile Congresului, precum și discursul de învestire al președintelui.
Plaza Bolivar este situată în fața clădirii congresului, în timp ce Plaza Simón Bolívar este amplasată în spate.
Clădirea a fost construită de președintele Óscar R. Benavides.